# Canada aux Jeux olympiques d'été de 1984
La participation du Canada aux Jeux olympiques d'été de 1984 est la 18e participation de la délégation olympique canadienne à des Jeux olympiques d'été, qui se sont déroulés du 28 juillet au 12 août 1984 dans la ville californienne de Los Angeles, aux États-Unis. Cette participation fait suite au boycott du Canada des Jeux olympiques d'été de 1980 qui avaient eu lieu à Moscou, en protestation de l'invasion de l'Afghanistan par l'Union Soviétique en 1979.
Le nageur Alex Baumann est le porte-drapeau d'une délégation canadienne comptant 407 sportifs, dont 256 hommes et 151 femmes.
Le Canada a réalisé sa meilleure performance de l'histoire lors de Jeux olympiques d'été, terminant à la sixième position du tableau des médailles avec un total de 44 médailles remportées dont 10 médailles d'or.

## Engagés par sport

### Aviron
- Elizabeth Craig
- Tricia Smith